# Warkowytschi
Warkowytschi (ukrainisch Варковичі; russisch Варковичи Warkowitschi, polnisch Warkowicze) ist ein Dorf im Süden der ukrainischen Oblast Riwne mit etwa 1750 Einwohnern (2001).

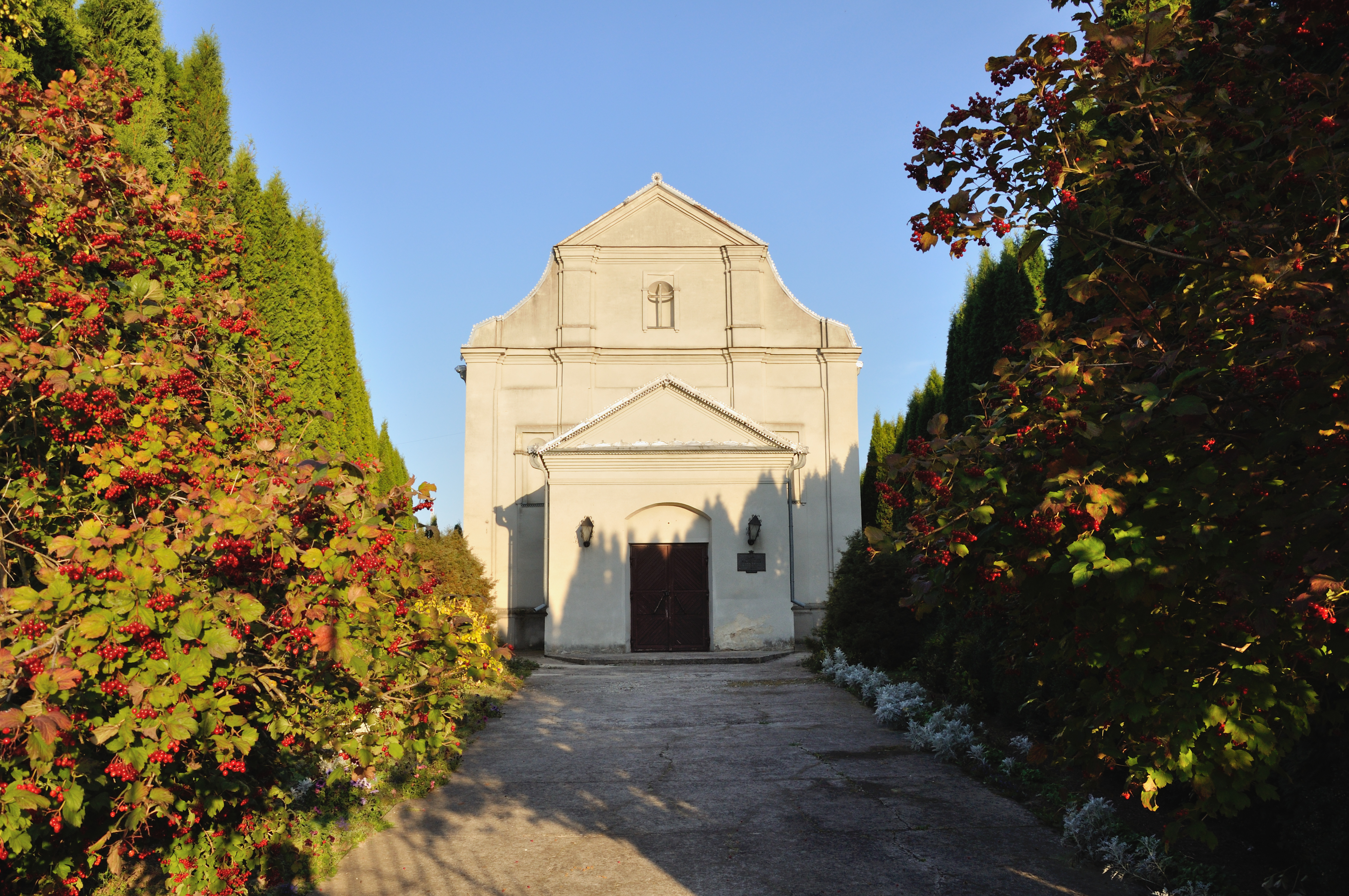
Ehemalige Kirche des Bernhardinerklosters im Ort

## Geografie
Die Ortschaft liegt auf einer Höhe von 218 m am Ufer der Stubla (Стубла), einem 62 km langen, rechter Nebenfluss des Styr, 17 km nordöstlich vom Rajonzentrum Dubno und 30 km südwestlich vom Oblastzentrum Riwne.
Nördlich vom Dorf verläuft die Fernstraße M 06/ E 40.

## Geschichte
In dem erstmals 1545 schriftlich erwähnten Dorf gab es 1859 102 Bauernhöfe und 1774 Einwohner.
In der Zwischenkriegszeit lebten 880 Bewohner jüdischen Glaubens im Dorf, was etwa 85 % der Gesamtbevölkerung entsprach. Nach dem Einmarsch deutscher Truppen am 27. Juni 1941 wurde ein Ghetto errichtet, das am 3. Oktober 1942, nachdem man die meisten der im Ghetto lebenden Juden im nahe gelegenen Wald ermordet hatte, aufgelöst wurde. Am 6. Februar 1944 wurde Warkowytschi durch die Rote Armee befreit.

## Verwaltungsgliederung
Am 12. Juni 2020 wurde das Dorf zum Zentrum der neugegründeten Landgemeinde Warkowytschi (Варковицька сільська громада Warkowyzka silska hromada). Zu dieser zählen noch die 11 in der untenstehenden Tabelle aufgelistetenen Dörfer, bis dahin bildete es zusammen mit den Dörfern Kryliw und Selenyj Haj die Landratsgemeinde Warkowytschi (Варковицька сільська рада/Warkowyzka silska rada) im Nordosten des Rajons Dubno.
Folgende Orte sind neben dem Hauptort Warkowytschi Teil der Gemeinde:
| Name                     | Name        | Name                       | Name                        | Name |
| ukrainisch transkribiert | ukrainisch  | russisch                   | polnisch                    |      |
| ------------------------ | ----------- | -------------------------- | --------------------------- | ---- |
| Djadkowytschi            | Дядьковичі  | Дядьковичи (Djadkowitschi) | Diatkiewicze, Dziadkiewicze |      |
| Kryliw                   | Крилів      | Крылов (Krylow)            | Kryłów                      |      |
| Kompany                  | Копани      | Копаны                     | Kopany                      |      |
| Kwitnewe                 | Квітневе    | Квитневое (Kwitnewoje)     | Koniuszki                   |      |
| Majaky                   | Маяки       | Маяки (Majaki)             | Michałówka                  |      |
| Nahirne                  | Нагірне     | Нагорное (Nagornoje)       | Ulbarów                     |      |
| Olybiw                   | Олибів      | Олыбов (Olybow)            | Olibów                      |      |
| Oserjany                 | Озеряни     | Озеряны                    | Jeziorany, Ozierany         |      |
| Satyjiw                  | Сатиїв      | Сатыев (Satyjew)           | Satyjów                     |      |
| Schorniw                 | Жорнів      | Жорнов (Schornow)          | Żornów                      |      |
| Selenyj Haj              | Зелений Гай | Зелёный Гай (Seljony Gai)  | Chomut, Chomąt              |      |

## Söhne und Töchter der Ortschaft
- Antoni Lukianowicz Andrzejowski (1784–1868), polnisch-russischer Botaniker, Zoologe und Paläontologe